# 都茂鉱

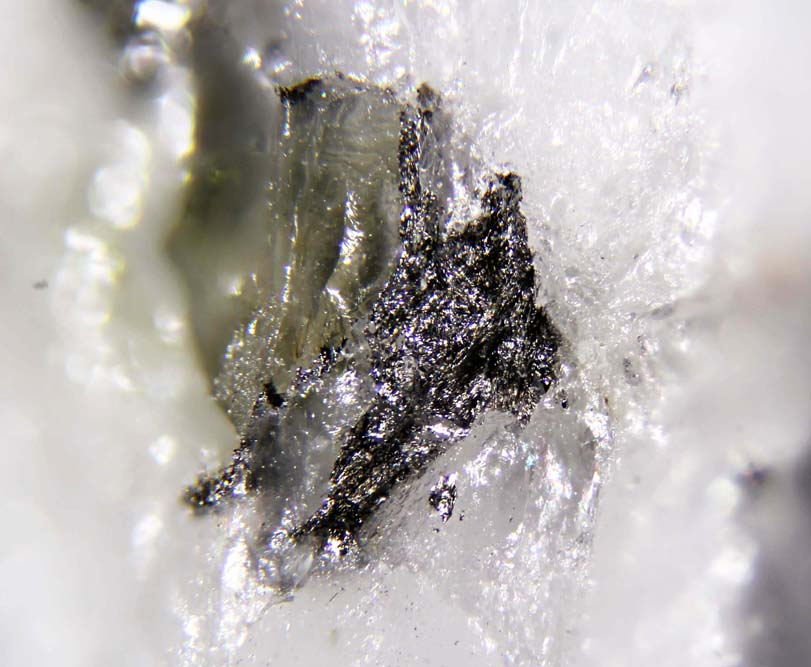
都茂鉱の結晶

都茂鉱（つもこう、 Tsumoite）は、1978年に発表された新鉱物で、東京大学の島崎英彦・小沢 徹により、島根県美濃郡美都町（現益田市）都茂鉱山で発見された。化学組成は BiTe で、三方晶系に属する。白みを帯びた金属光沢で、モース硬度は2.5-3、比重は8.16。
c軸に直交する面にビスマスまたはテルル原子が配列し、それが積み重なる構造を持ち、この面の方向に劈開がある。都茂鉱山では、スカルン鉱物中に微粒として散見され、硫テルル蒼鉛鉱・輝蒼鉛鉱・コサラ鉱（Cosalite, Pb2Bi2S5）と共生している。

## エピソード
島崎は、東京大学の卒業・修士論文において都茂鉱山のスカルン鉱床をテーマとし、その際に後に都茂鉱となる鉱物を採集していた。しかし、量が少なく、当時の分析法では分析は困難であった。その後、1970年代に入って電子顕微鏡の発達に伴い微量鉱物の元素分析が可能になったことで、ビスマスとテルルが1:1の化合物と判明したが、同じ組成で「ウェーライト (Wehrlite)」という鉱物が存在していた。検討の結果、島崎は、「ウェーライト」はピルゼン鉱（Pilsenite, Bi4Te3）とヘッス鉱（Ag2Te）の混合物と突き止め、都茂鉱を新鉱物として申請して承認された。それに伴い、「ウェーライト」は鉱物としての登録を取り消された。
島崎は、都茂鉱発見の功績により、1981年に櫻井賞を受賞した。